# Teatre fòrum
El teatre fòrum és una tècnica de teatre de l'oprimit creada per Augusto Boal al Brasil als anys 60. Es basa en una obra teatral breu o una escena que representi un conflicte social que no se soluciona, i a continuació els espectadors són convidats a substituir actors per a modificar les accions dels seus personatges per mirar de millorar el resultat. Es reinterpreta tantes vegades com calgui, segons les propostes i comentaris del públic. Al final es debat i analitza cada una de les opcions i solucions aportades.